# Doom metal
Doom metal je vrsta metal glazbe koja se pojavla ranih 1980-ih godina. Doom metal je 'teži' i sporiji od ostalih vrsta metala. U ovoj vrsti metala tekstovi pjesama igraju veliku ulogu, a obično su ispunjeni pesimizmom, mračnom atmosferom i očajem. 
Jači utjecaj doom metala osjetio se nakon pojave grupe Black Sabbath. Njihove ranije pjesme, poput "Black Sabbath", smatraju se prototipom pjesama doom metala. Mnoge njihove pjesme s trećeg albuma "Master of Reality" imaju dosta zajedničkih osobina s pjesamama "Sweet Leaf" i "Into The Void, tj. današnjim poimanjem doom metala. No, Black Sabbath nije bio jedini utjecaj te vrste metala - mnogi doom metal bendovi počeli su se razvijati već nekoliko godina nakon pojave Black Sabbatha, no niti jedan od njih nije dosegao toliku popularnost.

## Sastavi
- Katatonia
- Lacrimas Profundere
- Anathema
- Paradise Lost
- Lake of Tears
- Black Sabbath
- My Dying Bride
- Type O Negative
- Pentagram
- Saint Vitus
- Trouble
- Obsessed
- Cathedral
- Candlemass
- Witchfinder General
- Burning Witch
- Electric Wizard
- Virgin Black
- Woods Of Ypres
- Pallbearer
- Dream Death